# Eugene Scalia

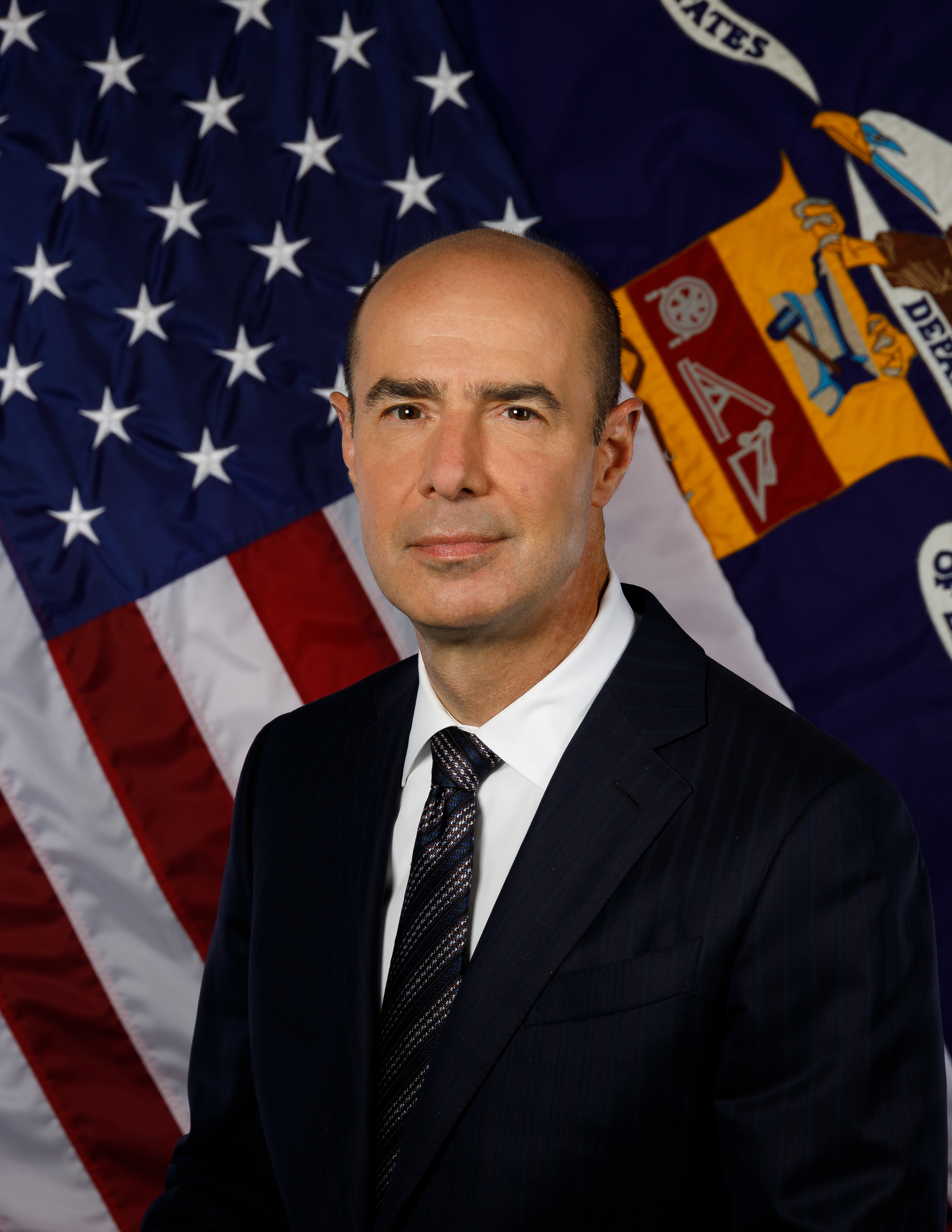
Eugene Scalia (2019)

Eugene Scalia (* 14. August 1963 in Cleveland, Ohio) ist ein US-amerikanischer Jurist, der unter Präsident Trump vom 30. September 2019 bis zum 20. Januar 2021 als Arbeitsminister der Vereinigten Staaten amtierte. Er ist Mitglied der Republikanischen Partei und gilt als arbeitgebernah. Als Jurist hat Scalia eine langjährige Erfahrung in der Verteidigung von Großunternehmen gegen Finanz- und Arbeitsvorschriften.

## Leben
Scalia wurde 1963 in Cleveland als Sohn von Antonin Scalia und Maureen Scalia (geb. McCarthy) geboren. Sein Vater Antonin war ebenfalls Jurist und wurde 1986 Richter am Obersten Gerichtshof der Vereinigten Staaten. Scalia absolvierte die University of Virginia und erwarb Abschlüsse in Ökonomie und Politikwissenschaft.  Anschließend besuchte er die University of Chicago Law School, wo er als Chefredakteur des University of Chicago Law Review tätig war und sein Studium mit einem Juris Doctor abschloss. In den Jahren 1985 bis 1987 war er Berater und Redenschreiber des Bildungsministers William J. Bennett. In den Jahren 1992 bis 1993 diente er als Sonderassistent des Generalstaatsanwalts und späterem Justizministers William Barr. Scalia war in privater Praxis als Anwalt in Washington, D.C. und Los Angeles tätig. Im Jahr 2000 vertrat seine Kanzlei Gibson, Dunn & Crutcher George W. Bush vor dem Obersten Gerichtshof der USA in dem Rechtsstreit Bush v. Gore infolge der Präsidentschaftswahl in den Vereinigten Staaten 2000. Sein Vater Antonin entschied den Rechtsstreit schließlich zugunsten von Bush. 
Er diente als Solicitor des Arbeitsministeriums, nachdem er im April 2001 von Präsident George W. Bush ernannt worden war und diese Position im Januar 2002 nach einem Recess appointment übernommen hatte. Dies wurde von der Demokratischen Partei und Arbeitnehmerverbänden kritisiert, da er als Anwalt im Namen mehrerer große Unternehmen die Regierung verklagt hatte, um gegen bestehende Finanz- und Arbeitsvorschriften vorzugehen. Er übte das Amt als Solicitor of Labor für knapp ein Jahr bis zum 17. Januar 2002 aus und arbeitete danach wieder als privater Anwalt.
Am 18. Juli 2019 kündigte Präsident Donald Trump an, dass er Scalia als nächsten Arbeitsminister nominieren werde. Am 26. September 2019 bestätigte der Senat seine Nominierung mit 53:44 Stimmen. Scalia wurde am 30. September von Vizepräsident Mike Pence vereidigt und trat sein Amt an. Am 20. Januar 2021, dem Tag der Amtseinführung des neuen Präsidenten Joe Biden, endete seine Amtszeit als Arbeitsminister.

## Privates
Scalia ist verheiratet und ist Vater von 7 Kindern.